# Elmendorff (Adelsgeschlecht)

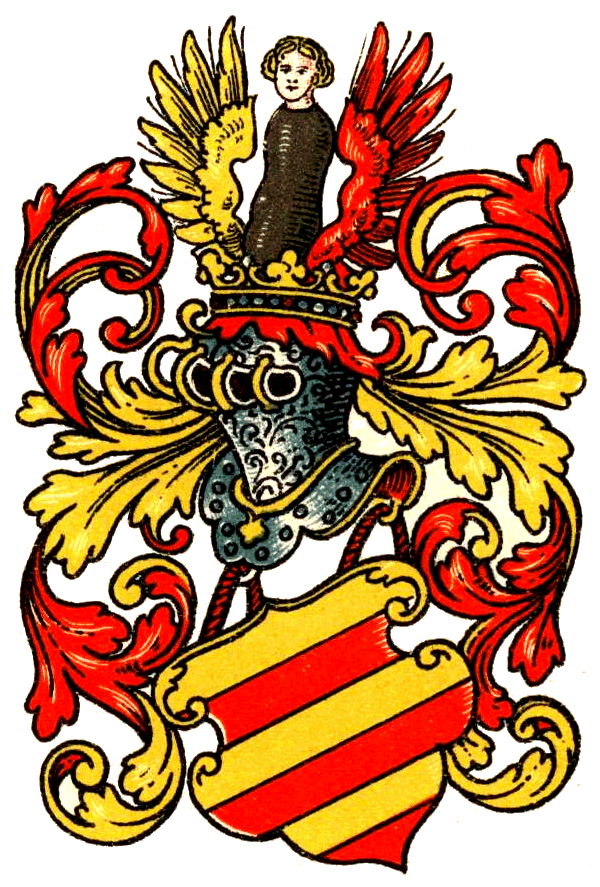
Wappen derer von Elmendorff

Elmendorff ist der Name eines alten westfälischen Adelsgeschlechts, benannt nach der Burg Elmendorf im Landkreis Ammerland in Niedersachsen. Zweige der Familie bestehen bis heute.

## Geschichte

### Herkunft

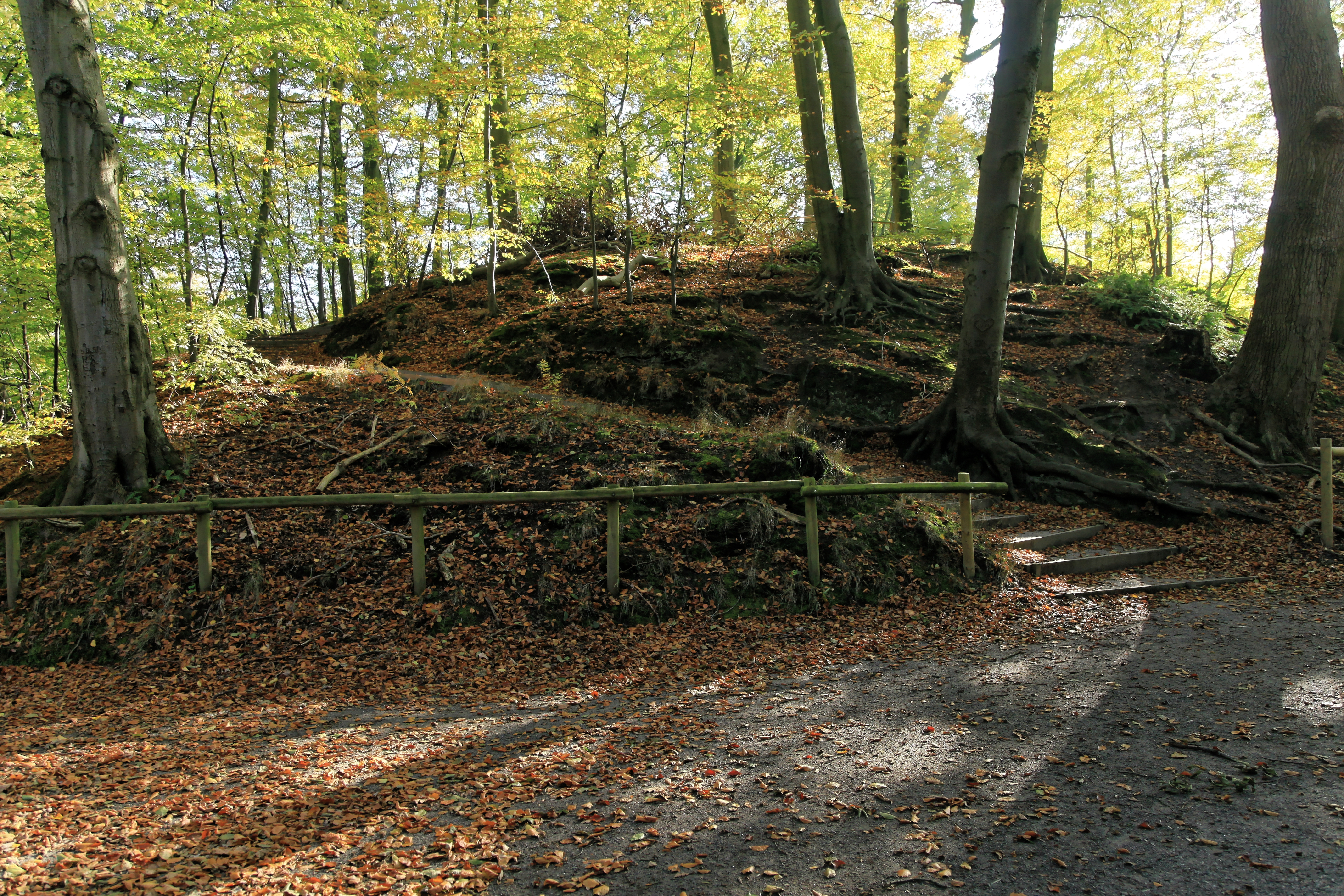
Einer der Turmhügel der Burg Elmendorf

Erstmals urkundlich erwähnt wird das Geschlecht im Jahre 1323 mit dem Ritter Thidericus de Elmendorpe. Nach Kneschke erscheint bereits 1287 ein Diederich von Elmendorpe als Zeuge in einer Urkunde des Klosters Rastede. Die gesicherte Stammreihe beginnt erst mit Herbord von Elmendorf (* 1492; † 1569).
Einer alten Sage nach stammte die Familie aus Norwegen und trug ursprünglich den Beinamen Starken. Sie ließ sich zu Jadelehe im Rüstlinger Land an der Nordsee nieder. Während des 11. Jahrhunderts lebten zwei Brüder, einer auf der Burg zu Zwischenahn, der andere zu Elmendorf (heute Ortsteil von Bad Zwischenahn). Beide sollen im Ammerland in der Grafschaft Oldenburg große Besitzungen mit den Gerichtsbarkeiten zu Zwischenahn und Edewecht besessen haben. In einer Fehde zwischen beiden Brüdern 1134 fiel einer im Zweikampf. Der Überlebende floh, mit dem Kirchenbann belegt, in die Grafschaft Delmenhorst bei Bremen. Der Erzbischof von Bremen hob den Bann nach dem Versprechen auf, dass er ihn in den Kämpfen mit den Herren von Hodenberg und den Grafen von Hoya unterstütze. Nach der erfolgreichen Entsetzung von Bremen baute der Elmendorffer eine Burg an der Weser und starb später in einem Kloster.

### Linien und Besitzungen
Anfang des 14. Jahrhunderts lebte eine Linie in der Grafschaft Vechta. Als Burgmannen des Bischofs von Münster bewohnten die Elmendorffer einen Burgmannshof in der Nähe der Burg Vechta, die „Elmendorffsburg“. Das Hauptgebäude stand in etwa an demselben Platz wie das heutige Haus gleichen Namens.
Seit 1421 war das bei Vechta Gut Füchtel Stammsitz der Familie. 1771 kam auch das benachbarte Gut Welpe über die Familie Droste zu Hülshoff an Caspar Franz von Elmendorff. Letzte Herrin auf Füchtel und Welpe war Cäcilie Freiin von Elmendorff, die Heinrich von Droste zu Hülshoff heiratete. Über deren Tochter Maria-Anna (1866–1947), die Ferdinand Graf von Merveldt heiratete, kam das Gut an diese Familie, die es heute noch besitzt.

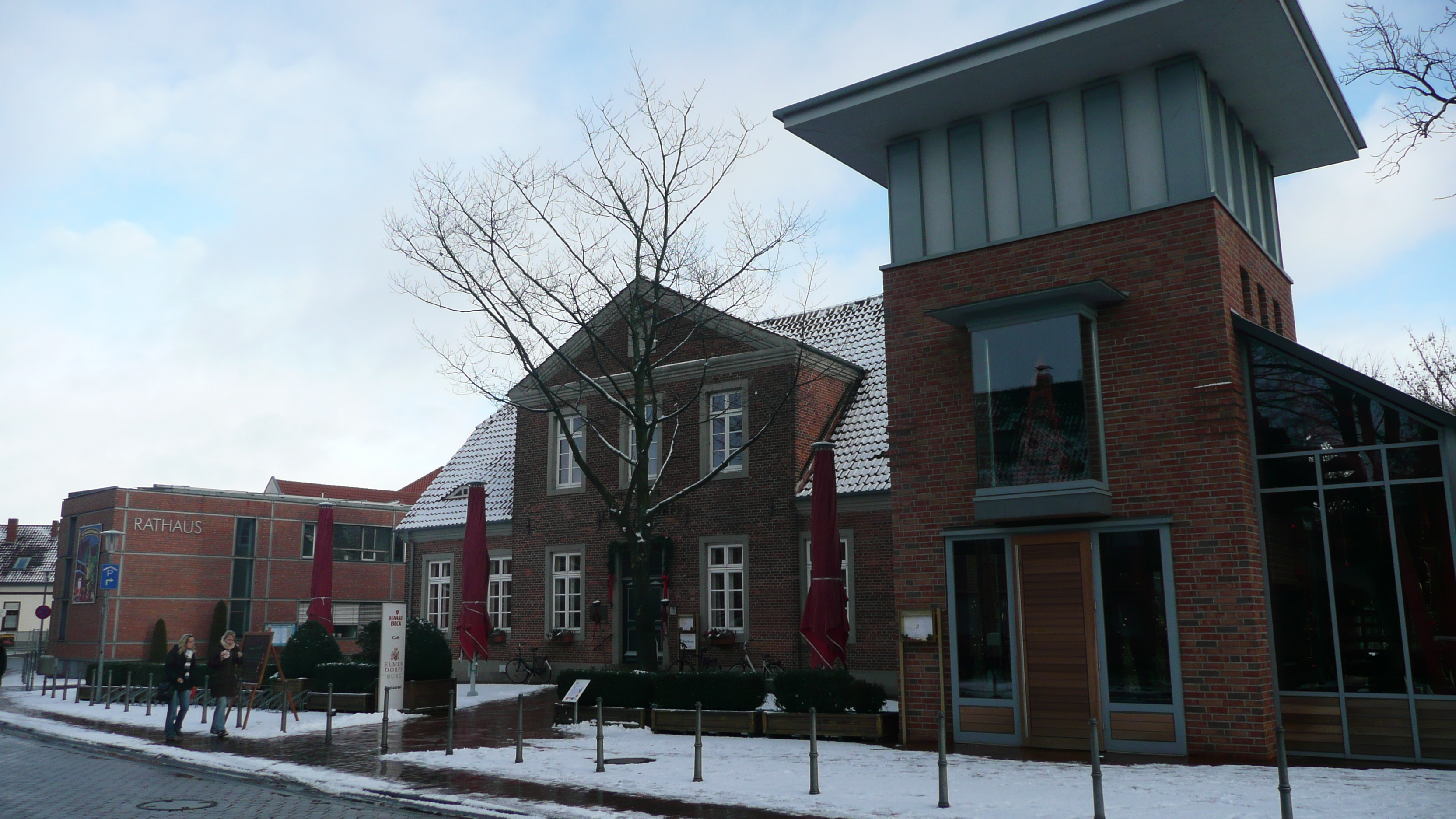
Elmendorffsburg, Vechta
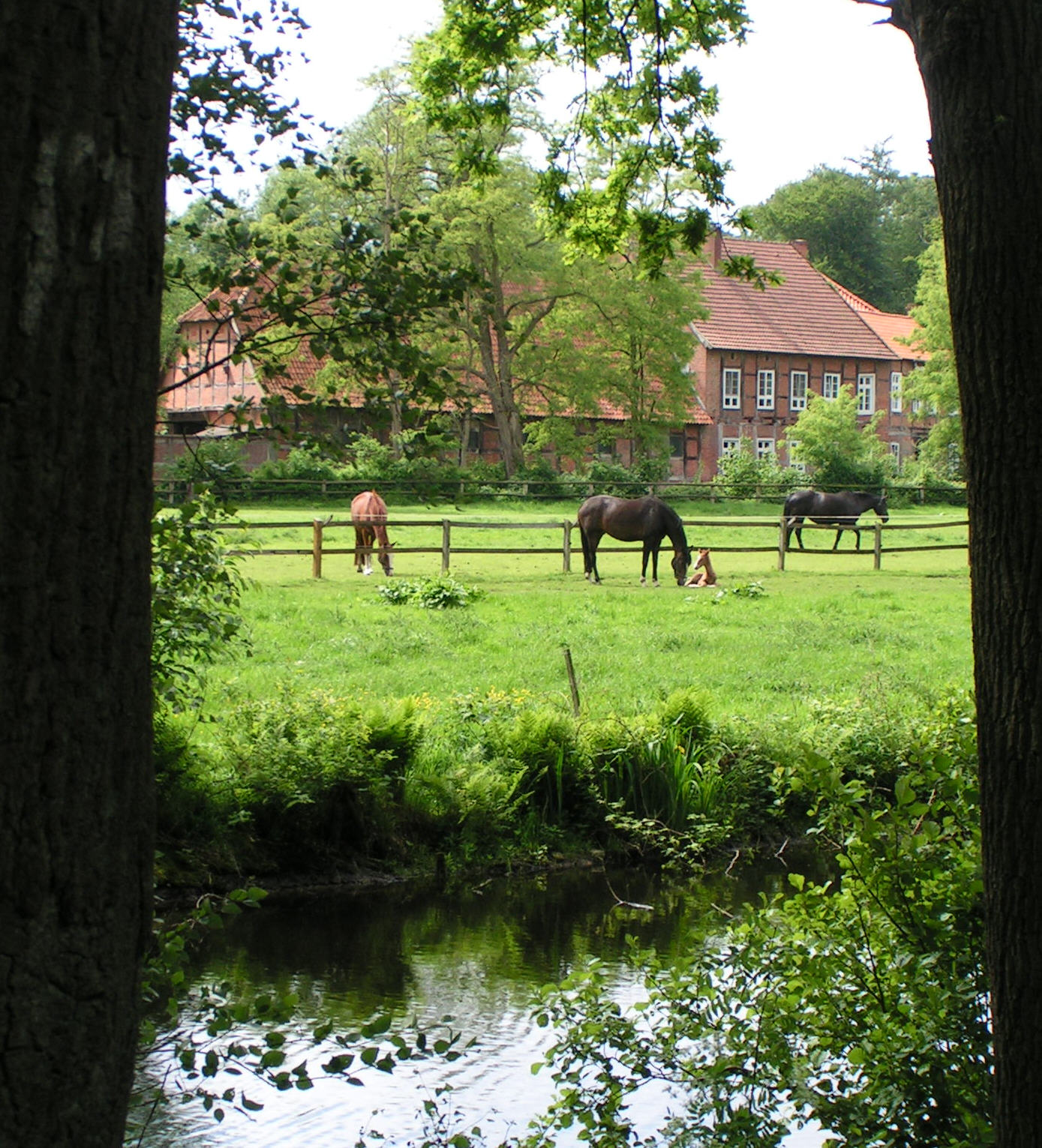
Gut Füchtel, Vechta
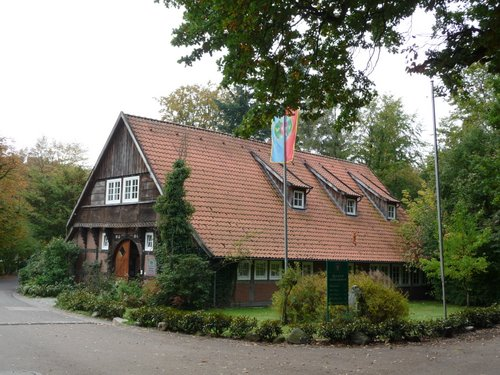
Haus Welpe, Vechta

Angehörige der Familie Elmendorff wurden mehrfach Domherren in den Dom- und Hochstiften Hildesheim, Paderborn, Lübeck und Osnabrück und schworen zu allen Zeiten bei der münsterischen und osnabrückischen Ritterschaft auf. Wegen des Besitzes eines Burgmannshofes in Quakenbrück gehörte die Familie auch im späteren Königreich Hannover zu dem ritterschaftlichen Adel der Osnabrückischen Landschaft.
Herbord der Ältere (* 1492, † 1569), mit dem die Stammreihe des Geschlechts beginnt, heiratete 1532 Gusta von Langen. Der älteste Sohn, Herbord der Jüngere, heiratete 1573 Anna von Manell aus dem Haus Landegge und setzte den Stamm fort.

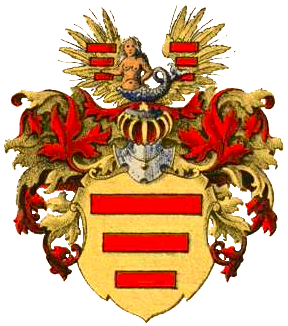
Wappen derer von Elmendorff im Baltischen Wappenbuch

Der zweite Sohn Herbords des Älteren zog 1560 mit Herzog Ketteler nach Kurland und wurde der Begründer der kurländischen Nebenlinie.
Der Sohn aus zweiter Ehe von Johann Otto von Elmendorff, Friedrich Caspar Adolph von Elmendorff, heiratete Gräfin Maria Hedwig von Waffenberg. Er starb 1767 als kaiserlicher Generalmajor der Infanterie. Der Enkel von Johann Otto von Elmendorff, Caspar Franz von Elmendorff († 1779), Sohn von Franz Anton Dietrich von Elmendorff († 1744) und der Maria Friederike von Dumpfstorff aus dem Hause Halstenbeck († 1753), wurde kurkölnischer Kammerherr und Geheimrat.
Franz von Elmendorff, Herr auf Füchtel, Elmendorffsburg, Welpe sowie Groß Arkenstede (heute Ortsteil von Essen (Oldenburg), das Arkensteder Herrenhaus wurde später ins Museumsdorf Cloppenburg transferiert), dem Quakenbrücker Burgmannshof Elmendorffhof und Vehr (1783 erworben, bis 1876 im Besitz), großherzoglich oldenburgischer Kammerherr, vermählte sich 1835 mit Luise Spiegel von Desenberg-Borlinghausen; als Erbin von Schloss Borlinghausen und Kloster Willebadessen brachte sie diese Güter in Elmendorffschen Familienbesitz, die aber 1839 verkauft wurden. Harald Freiherr von Elmendorff erwarb 1988 die Burg Veynau im Kreis Euskirchen.

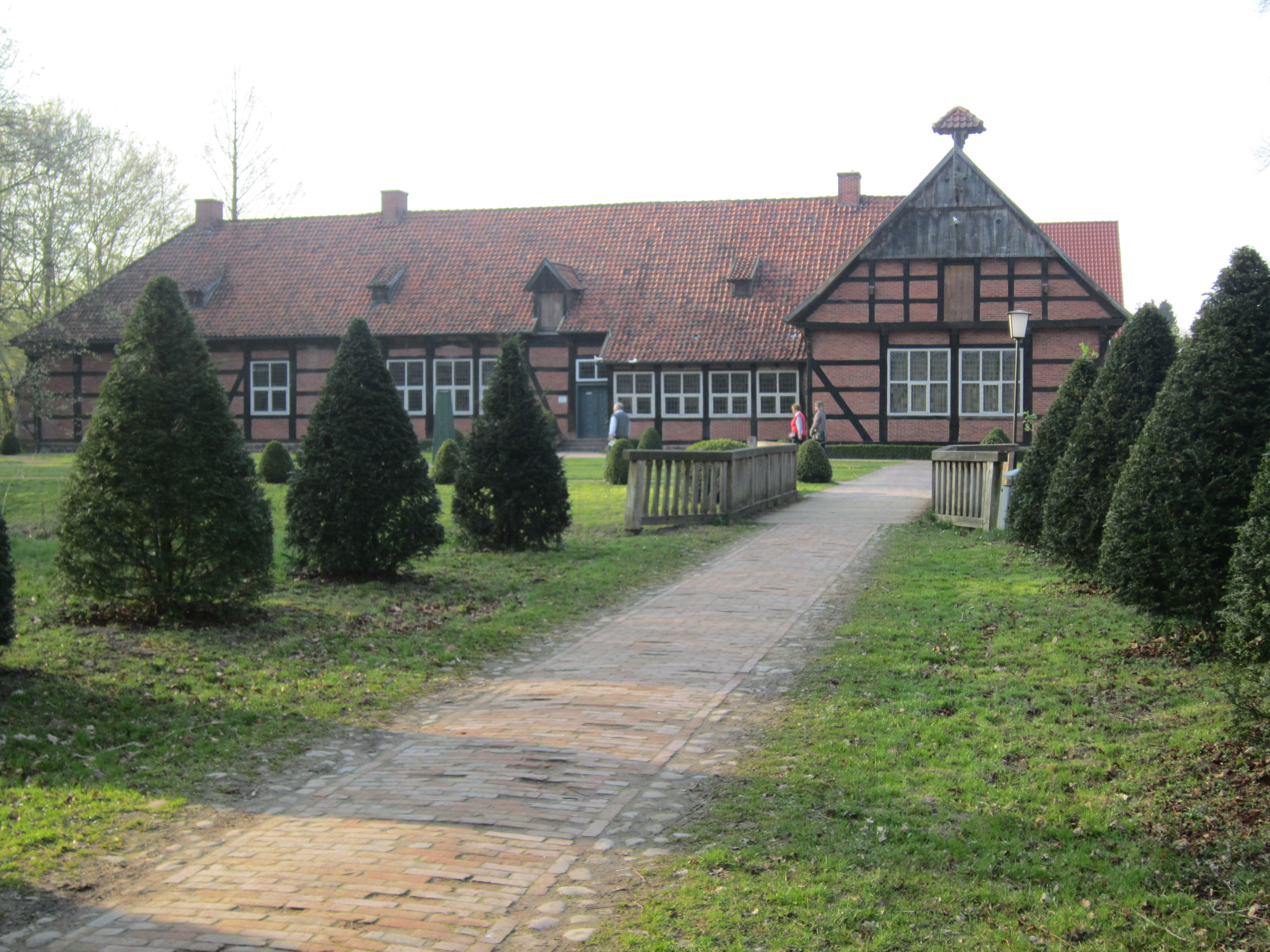
Herrenhaus Arkenstede
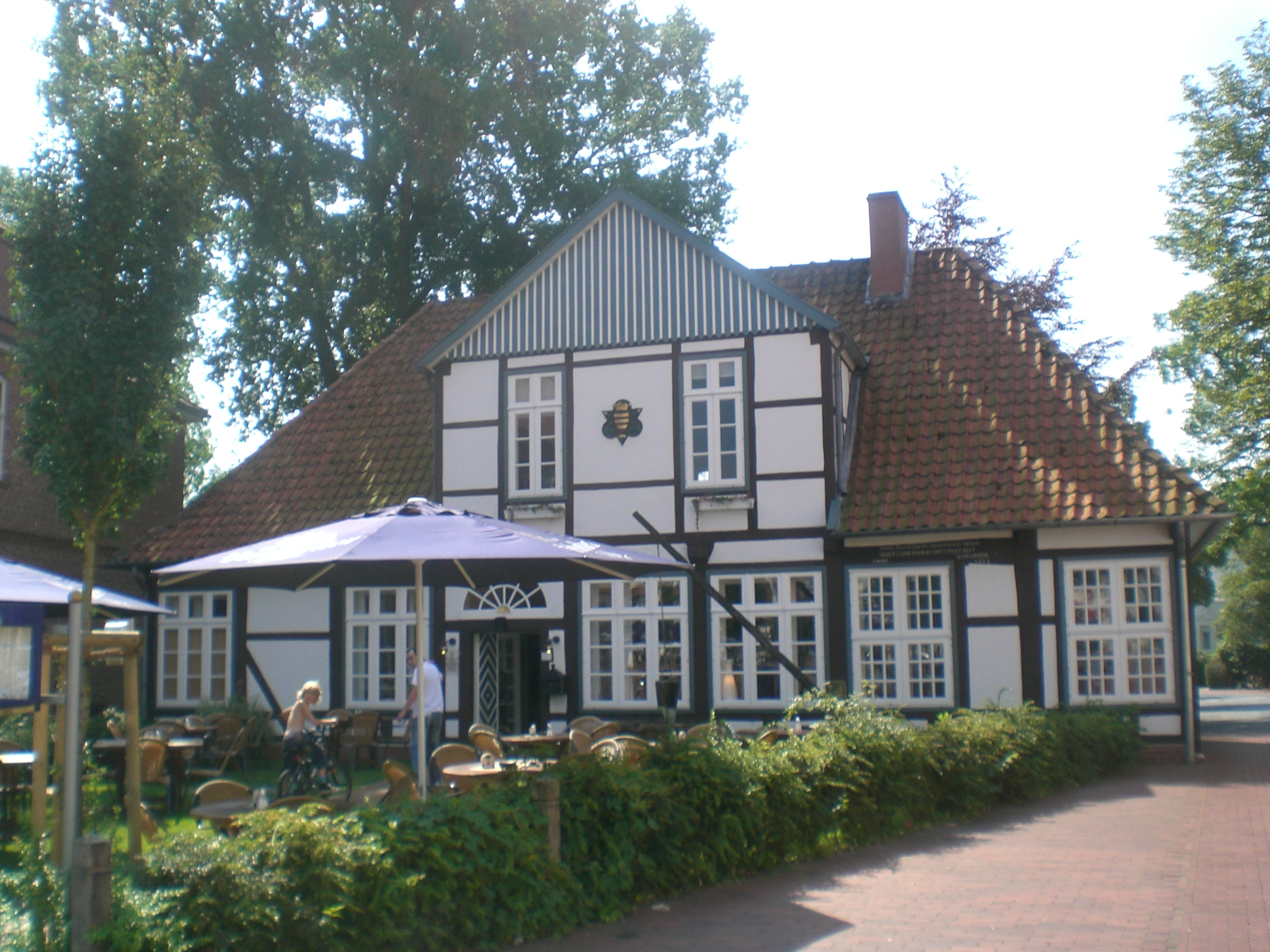
Elmendorffhof, Quakenbrück
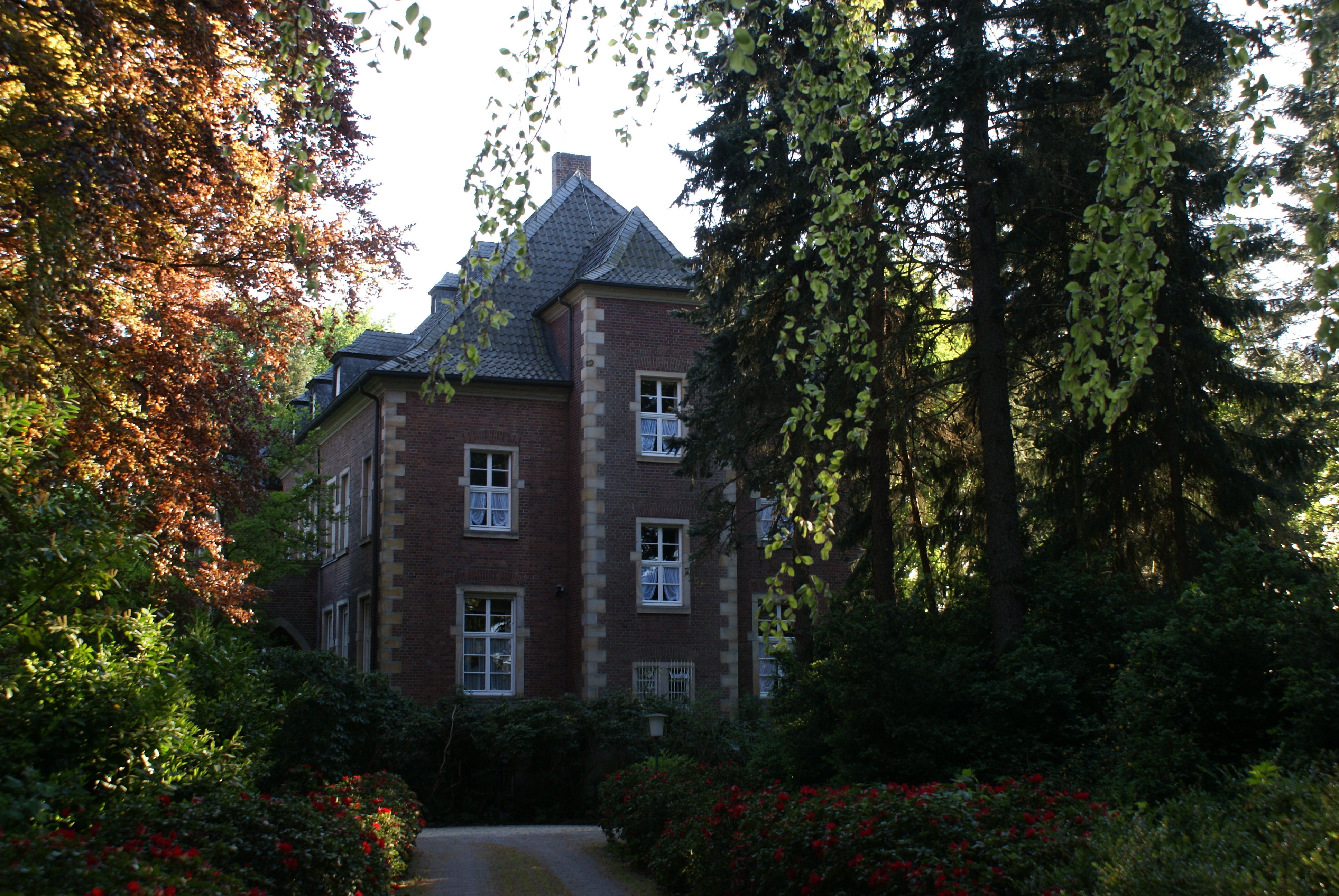
Gut Vehr, Quakenbrück
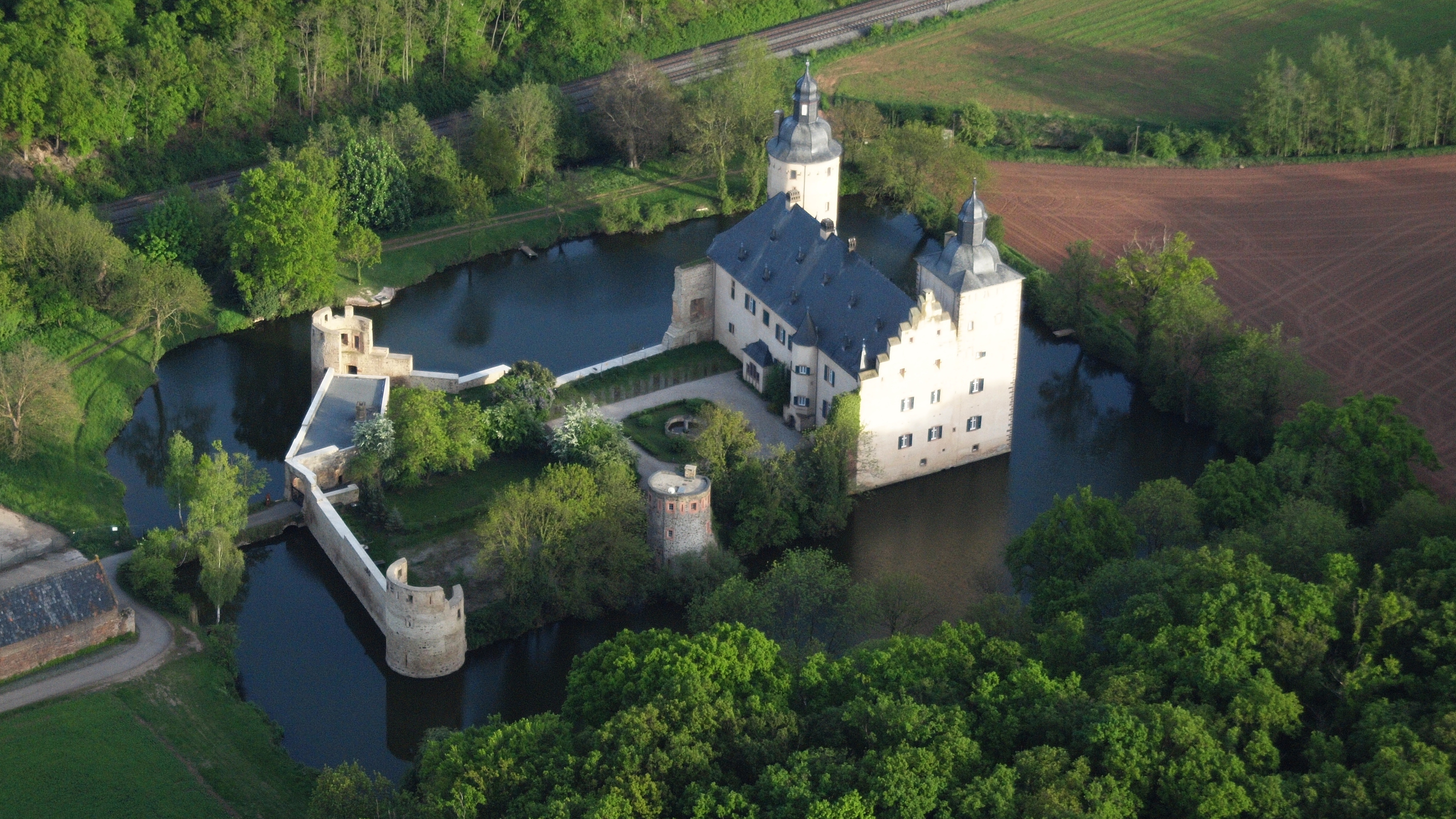
Burg Veynau, Euskirchen

### Standeserhebungen
Die Brüder Franz von Elmendorff auf Füchtel, großherzoglich oldenburgischer Kammerherr und Oberstallmeister, und Ludwig von Elmendorff auf Müdlinghoven und Dahlhoff, großherzoglich oldenburgischer Kammerherr und Hauptmann außer Dienst, erhielten am 2. März 1860 eine Oldenburgische Anerkennung des Freiherrenstandes.
Ludwig Freiherr von Elmendorff, königlich preußischer Staatsanwalt im Landkreis Heiligenstadt, erhielt am 15. April 1861 zu Berlin, und sein Bruder Ferdinand Freiherr von Elmendorff, königlich preußischer Appellationsgerichtsrat in Minden, am 26. Juni 1866 zu Berlin, eine preußische Anerkennung des Freiherrentitels.

## Wappen
Das Stammwappen ist von Rot und Gold fünf- oder sechsmal geteilt. Auf dem Helm mit rot-goldenen Helmdecken ein schwarz gekleideter und mit einem silbernen Pfahl belegter Jünglingsrumpf zwischen einem offenen rechts goldenen und links rotem Flug.

## Namensträger
- Kaspar Andreas von Elmendorff (* 1658; † 1730), katholischer Domherr im überwiegend lutherischen Domkapitel in Lübeck
- Friedrich Kaspar von Elmendorf (*  1705; † 1767), kaiserlicher Generalmajor
- Johann Ferdinand von Elmendorff (* 1718; † 1788), Domherr in Lübeck und Hildesheim
- Christoph von Elmendorff (* 1774; † 1834), Domherr in Lübeck und Paderborn, Abgeordneter